# 파킨슨의 법칙
파킨슨의 법칙(Parkinson's law)은 공무원의 수는 일의 양과 관계없이 증가한다는 생태학적 법칙이다. 영국의 경영학자 시릴 노스코트 파킨슨(Parkinson, C. N.)이 주창하였다. 조직 내 관료주의의 확산에 종종 적용된다.

## 역사
시릴 노스코트 파킨슨이 1955년 이코노미스트에 출판한 에세이와 이후 온라인으로 재출판된 출판물의 첫 문장의 일부로서 등장하였다. 다음에 1958년 Parkinson's Law: The Pursuit of Progress(London, John Murray, 1958)이라는 책에 기타 수필들과 함께 재인쇄되었다.
파킨슨의 법칙은 수많은 언어로 번역되었다. 소련과 동구권에서 크게 대중화되었다. 1986년, 알레산드로 나타는 이탈리아의 관료주의에 관해 불평하였다. 미하일 고르바초프는 "파킨슨의 법칙은 어느 곳에서나 작동한다."고 응답하였다.

## 같이 보기
- 구스타프슨의 법칙
- 루이스-모그리지 명제
- 유도된 수요
- 피터의 법칙
- 시간 관리